# Isla de la Cité
La isla de la Cité (en francés: Île de la Cité o Isla del Asentamiento) se encuentra en medio del río Sena, en el corazón de la ciudad de París, Francia. Considerada como el antiguo centro de la ciudad de París, está situada en los actuales distritos I y IV. Gui de Bazoches la evocaba en 1190 como «la cabeza, el corazón y la médula de París». Su superficie es de aproximadamente 22,5 ha. El 1 de enero de 2007 había 1168 habitantes en la isla.

## Historia

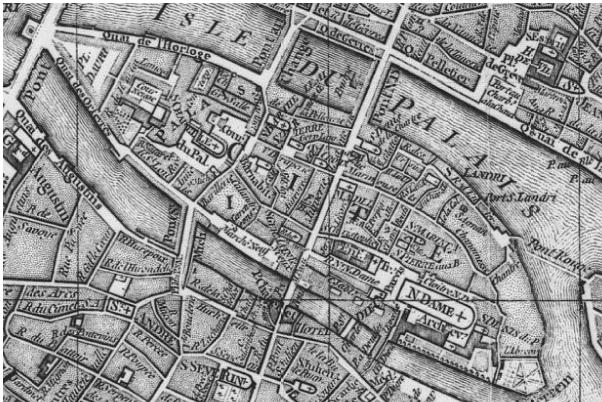
Imagen de 1771.

### Puede ser la cuna de París
Durante largo tiempo se pensó que una pequeña tribu gala llamada los parisii vivía en la isla desde 250 antes de Cristo. La zona era rica en pesca y en caza y el acceso de un lado a otro del Sena era más fácil gracias a la estrechez del río. Dos pasarelas de madera prolongaban el camino natural norte-sur, que descendía del monte de La Chapelle e iba hacia la colina de Santa Genoveva, permitiendo así evitar las muchas marismas de alrededor. En 52 a. C., en tiempos de la lucha entre Vercingétorix y Julio César, los parisii vivían efectivamente en los alrededores de la isla. 
Pero hoy en día, los historiadores se inclinan más bien por otras hipótesis. En efecto, los parisii habrían podido perfectamente instalarse más lejos, en la desembocadura del río Bièvre (afluente del Sena), o bien sobre otra isla actualmente desaparecida, incluso sobre la península formada por la desembocadura del Bièvre, en la orilla izquierda del río (rive gauche).
Toda esta zona de París era inundable o pantanosa, como la zona luego llamada Le Marais ('La Marisma'), y la propia isla se inundó completamente en fecha tan tardía como el año 1197.

### Metamorfosis de la isla en sede administrativa y lugar de turismo

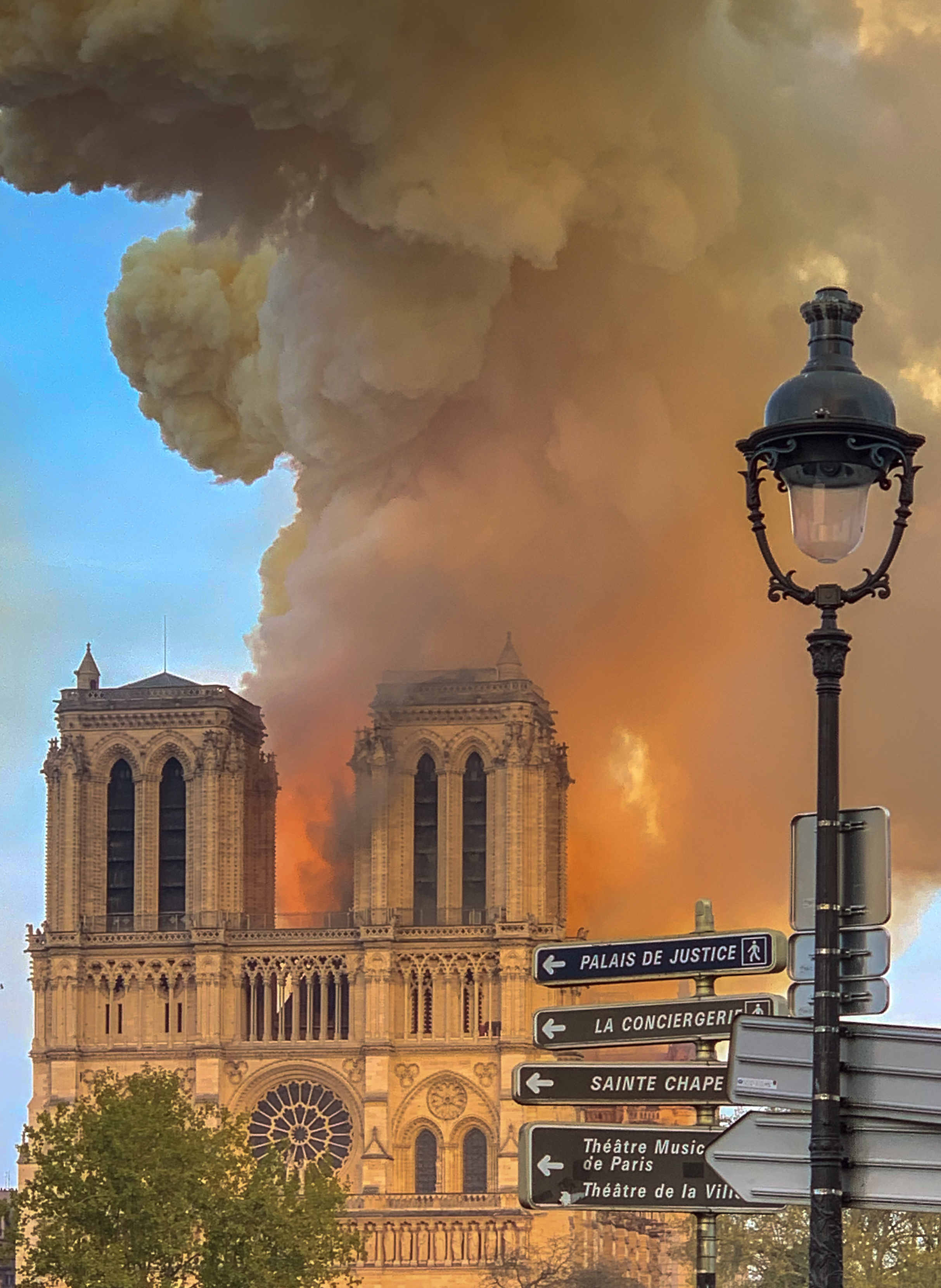
Incendio de la catedral de Notre Dame de París (2019).

Muchos proyectos fueron elaborados a mediados del siglo XIX para devolver a la isla de la Cité el papel central de sus orígenes. Un fourierista que se hacía llamar Perreymond, en sus Estudios sobre la ciudad de París, fue uno de los primeros en proponer un programa de reconstrucción de la isla para convertirla en el centro religioso y cultural de la capital, pensando construir una ópera y una gran biblioteca. Viollet-le-Duc quiso hacer un gran palacio episcopal próximo de la catedral, pero solo reconstruyó la sacristía de la Catedral de Notre Dame.
Fueron especialmente las obras decididas por el Barón Haussmann las que aportaron los mayores cambios en la isla de la Cité desde la Edad Media. Se arrasó la parte entre el Palacio de Justicia y la Catedral de Notre Dame, así como el este de la cabecera. Desaparecieron centenares de casas y varias iglesias pequeñas. Solo escaparon de la demolición dos laterales de la Place Dauphine y el claustro de Notre-Dame. 25 000 personas fueron expulsadas. En el lugar dejado libre se edificaron el cuartel de la Cité, que se convirtió en la Prefectura de Policía de París, y el tribunal de comercio. La amplia apertura del bulevar del Palacio sustituyó la sinuosa calle de la Barillerie; la calle de la Cité absorbió las antiguas calles del Marché-Palu, de la Juiverie y de la Vieille-Lanterne; la calle de Lutèce sustituye la de Constantine. La plaza de la catedral fue agrandada hasta cubrir seis veces la superficie que ocupaba en la Edad Media, mediante la demolición del hospital Hôtel-Dieu, que fue reconstruido más al norte entre 1868 y 1875, y mediante la destrucción de las casas de los canónigos y de la veintena de santuarios que rodeaban la catedral según la tradición medieval. Estas transformaciones radicales suscitaron vivas protestas y siguen siendo criticadas hoy en día por la desaparición del corazón histórico de París y de su historia milenaria.

## Monumentos
Tres edificaciones de la época medieval permanecen aún sobre la isla de la Cité:
- La Catedral de Notre Dame.
- La Sainte Chapelle (1245).
- La Conciergerie.

Se encuentran también ahí: 
- El Puente Nuevo, inaugurado en el siglo XVII.
- La prefectura de policía de París.
- El Palacio de justicia de París.
- El Hôtel Dieu, hospital más antiguo de la ciudad (no el palacio o edificio que lo alberga, que data de los años de reforma urbana del Barón Haussmann).
- El Tribunal de comercio de París
- El Memorial de los Mártires de la Deportación.

La isla de la Cité posee diversos puntos de interés: las plazas del Vert-Galant (ubicada en la punta oeste), Juan XXIII (justo al este de Notre-Dame) y Dauphine (detrás del Palacio de Justicia), y el mercado de flores de la ciudad, que se ubica entre el Tribunal de Comercio y el Hôtel Dieu.